# Dolichopus funditor
Dolichopus funditor är en tvåvingeart som beskrevs av Friedrich Hermann Loew 1861. Dolichopus funditor ingår i släktet Dolichopus och familjen styltflugor. Inga underarter finns listade i Catalogue of Life.